# Benjamin J. Almoneda
Mons. Benjamin J. Almoneda (11. dubna 1930, Naga City – 6. ledna 2023) byl filipínský katolický duchovní a emeritní biskup Daetu.

## Stručný životopis
Narodil se 11. dubna 1930 v Naga City. Roku 1937 nastoupil do Centrální školy v rodném městě kde byl do roku 1941. Roku 1943 nastoupil do Semináře minor Svatého Růžence. V letech 1946–1950 studoval na Univerzitě Ateneo de Naga. Poté vstoupil do Semináře Svatého Josefa v Quezon City kde studoval a získal titul bakaláře umění. Na kněze byl vysvěcen 22. března 1958 v Nagacké katedrále. Poté odešel do Říma studovat na Papežskou lateránskou univerzitu, kde získal licentiát z teologie se specializací na pastorální teologii. Poté se vrátil zpět na Filipíny. Působil jako duchovní ředitel Semináře minor Svatého Růžence, farář ve farnosti Concepcion, rektor Filipínského kolegia v Římě atd.
Dne 19. prosince 1989 byl jmenován pomocným biskupem Daetu a titulárním biskupem Thimidským. Biskupské svěcení přijal 6. ledna 1990 v Bazilice Svatého Petra z rukou papeže Jana Pavla II. a spolusvětiteli byli Giovanni Battista Re a Miroslav Stefan Marusyn. Funkci pomocného biskupa vykonával do 7. června 1991, kdy byl ustanoven diecézním biskupem Daetu. Na post diecézního biskupa rezignoval dne 4. dubna 2007.